# Thomas Baring

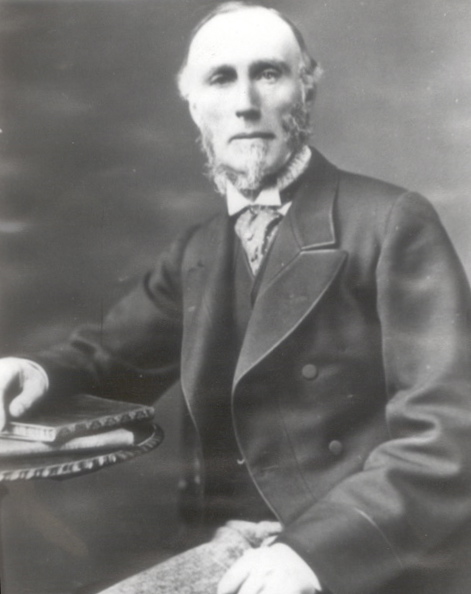
Thomas Baring.

Thomas George Baring, 1.er Conde de Northbrook GCSI, FRS (22 de enero de 1826-15 de noviembre de 1904), político inglés, hijo mayor de Francis Thornhill Baring, 1.er Barón Northbrook. Baring fue nombrado Vizconde Baring de Lee en el condado de Kent y Conde de Northbrook en el condado de Hampshire.
Baring fue educado en el Christ Church de Oxford, donde se graduó con honores en 1846. Empezó entonces su carrera política, siendo secretario privado sucesivamente de Henry Labouchere, 1.er Baron Taunton; sir George Grey, 2.º Baronet; y sir Charles Wood, 1.er Vizconde Halifax. En 1857 entró a formar parte de la Cámara de los Comunes en representación de Partido Liberal.
Baring sirvió en varias administraciones del Partido Liberal en puestos como Lord del almirantazgo en 1857–1858; Subsecretario de Estado de Guerra, 1861; Subsecretario de Estado para la India, 1861–1864; Subsecretario de estado de Interior, 1864–1866; y Secretario del Almirantazgo, en 1866.
Cuando Gladstone accedió al poder en 1868, Baring fue nombrado de nuevo Subsecretario de Guerra, cargo que ocupó hasta febrero de 1872, cuando fue designado como Virrey de la India. En enero de 1876, renunció al cargo, tras el rechazo que sufrió su recomendación de romper los tratos con Sher Ali por parte del entonces Secretario de Estado para la India, el Duque de Argyll.
Entre 1880 y 1885 ocupó el puesto de Primer Lord del Almirantazgo durante el segundo gobierno de William Gladstone.
En septiembre de 1884, Baring fue enviado a Egipto como comisionado especial revisar sus finanzas.
Cuando Gladstone formó su tercer gobierno en 1886 Baring fue apartado de él debido a las diferencias que habían surgido entre ambos; tras ello, se retiró de la vida política.
Baring murió el 15 de noviembre de 1904.
- Datos: Q337771
- Multimedia: Thomas Baring, 1st Earl of Northbrook / Q337771